# South African Association of Engineers and Architects
La South African Association of Engineers and Architects est une association qui a contribué aux travaux de recherche permettant l'exploitation minière en haute profondeur en Afrique du Sud, technologie difficile qui oblige à prendre des mesures de sécurité, tant dans l'abattage que dans l'aérage, pour faire face à des températures très élevées. Son premier président était Hennen Jennings, un  ingénieur américain.

## Histoire
La South African Association of Engineers and Architects, fondée en 1891, a précédé de cinq ans la création de l'École sud-africaine des mines en 1896. Au même moment est aussi créé l'Association of Mine Managers (1892).
Avec l'ingénieur californien John Hays Hammond, l'association a participé à la conception du Barrage de Vierfontein pour irriguer et alimenter en électricité le gisement d'or de la Robinson Deep Mine à 600 mètres de profondeur (et bien plus bas par la suite). Son président Hennen Jennings, racontera en 1897 devant la "Transvaal Mining Industry Commission", comment en 1889, de retour du Venezuela, il est recruté par la Wernher, Beit & Co à Londres et leur conseille de se tourner vers un autre ingénieur américain, l'expérimenté Hamilton Smith (géologue), qui avait travaillé auparavant dans les mines d'argent du Comstock Lode, au Nevada.
Le premier président de l'association a aussi introduit en Afrique du Sud les procédés de cyanuration permettant de séparer l'or et l'argent par immersion dans une solution de cyanure alcalin.